# غلام عباس
غلام عباس (بالإنجليزية: Ghulam Abbas) هو منافس ألعاب قوى باكستاني، ولد في 19 مارس 1966.

## وصلات خارجية
- غلام عباس على موقع الاتحاد الدولي لألعاب القوى (الإنجليزية)
- غلام عباس على موقع أوليمبيديا (الإنجليزية)